# سعد الفهد
سعد الفهد  (23 أبريل 1973 -)، مغني قطري ولد ونشأ في الكويت وكان فيها من فئة البدون.

## حياته
ولد سعد لطيف دحام فهد الجشعمي الشمري في الكويت وسكن بمنطقة تيماء في منزل متواضع وكان يحلم منذ الطفولة بالغناء لأنه كان مطرب في المدرسة وقد تعلم العزف على آلة العود بإجادة تامة وقبل أن يدخل الوسط الفني كان معروفاً على المستوى الشعبي، لديه أربعة أشقاء وترتيبهم كان شلال وهلال وفهد وسعد ومساعد، عانى من عدم حصوله على «الجنسية الكويتية» لكونه من فئة البدون وفي بداية انطلاقته عام 1996 عرضت عليه الجنسية القطرية من أحد المسؤولين البارزين في قطر وقبلها بدون تردد 

## مشواره الفني
كانت انطلاقته بالفن من خلال السمرات اللتي كان يحيها بين أصدقائه، وقد كسب جمهور كبير من خلال هذه السمرات.
وبعد ذلك أعجب بصوته الفنان عبد الله الرويشد وقام سعد الفهد بعقد احتكار مع شركة الخيول
حيث غنى الفنان سعد الفهد أول ألبوم له في سنة 1996 ونجح نجاح لانظير له في أغنية (عين الحسود)
وقدم البوم اخر في سنة 1999 بعنوان (ياشاطر بجرحي) وبعدها بشهور توجهت اليه تهمه وسجن على اثرها 6 شهور وبعدها طلع براءه
بسبب هذه القضية لم يصدر سعد الفهد ألبوم لمدة 3 سنوات فحرم عشاقه من صوته الشجي، ولكن اعادت قطر لهذا العندليب
قواه مره ثانيه باحتضانه بين ابنائها واعتباره من سفراء الغناء بقطر ولم يخيب امالنا فقد قام باختيار أجمل الكلمات والالحان ليخرج
لنا مره أخرى بألبوم «سعد الفهد 2002» وكان له نجاح كبير ومن الاغاني التي لاقت اصداء جميله «أيام وليالي وغيروك وتعبت» وغيرها من اغانيه الجميله
ومن اجل عشاقه قام أيضاً بتصوير ثلاث من اغاني هذا الالبوم وهم «أيام وليالي» «تعبت» «وش تبي فينا» بطريقة الفيديو كليب
من بعد إصدار هذا الالبوم قدمت له دعوه من دول الخليج لمهرجاناتها، فقد اطربنا من خلال مهرجان الدوحة الغنائي بعام 2000
بأغنيه اهداها إلى دولة قطر بعنوان «اخر كلام» ولم يغب عن أحد من مهرجاناتها.
بألبوم «سعد الفهد 2002» قام العندليب بالتعاقد مع شركة روتانا ولكن شركة الخيول الشركة التي كان متعاقد معها بألبوميه السابقين قامت باصدار ألبوم له من غير أخذ رأيه وقدر اصدر بسنة"2003" وكان يحتوي على اللون المصري والخليجي
وبعد ألبوم سعد الفهد2002 لم يصدر سعد الفهد ألبوم اخر الا بعد 3 سنوات لانه كان حريص على اختيارالكلمه الجميله واللحن الأجمل وقد اصدر ألبومه الجديد
شهر مايو عام 2005 وكان هذا الالبوم بالتعاقد مع شركة روتانا وهو بعنوان «ياقلبي ابتسم» وكانت له اصداء جميله ولاقى اعجاب عشاقه فمن أغاني هذا الالبوم
«ياقلبي ابتسم، هجر الحبيب، لاتضايق وتزعل، حبيبي لا، لوماتبيني، وين المحبة، مهماشكيت، نعم تقدر، اخراحبابي، كان زمان» 
وانهالت عليه العروض والمهرجانات فلم يغب عن شاشة القناه القطريه فقد شارك ف العديد من البرامج منها برنامج «خليجي 17» على قناة الكأس
وعند فوز نادي السد بالكأس تم احياء جلسه بهذه المناسبة وكان سعد الفهد يطربهم ويشاركهم الفرحة والعديد من المناسبات التي حدثت بدوله قطر، وايضا كان من أحد الفنانين المدعوين لمهرجان جده غير، عام 2008 رفض تجديد عقده بعد انتهائه موضحا أن احتكاره من قبل شركة روتانا أثر على مشواره الفني وكانت السبب في غيابه إعلاميا 
عام 2011قام بتقديم برنامج إذاعي عبر أثير إذاعة صوت الخليج بعنوان ««رباعيات صوت الخليج».

## منعه من دخول الكويت
خرج بتاريخ الثامن والعشرين من يناير عام 2000 من دولة الكويت لكن بعض الأشخاص قاموا بمحاربته وتوريطه في قضية حيازة مخدرات ممنوعة لا علم له بها، وصرح حينها أنه وراء ذلك فنان كبير أمتنع عن ذكر إسمه، وعندما أراد العودة للكويت للمشاركة بمهرجان هلا فبراير فؤجئ بقرار من السلطات تمعنه من الدخول إلى الأراضي الكويتيه ولم يدخلها منذ ذلك الوقت.

## ألبومات
| الألبوم      | العام | المنتج |
| ------------ | ----- | ------ |
| عين الحسود   | 1996  | الخيول |
| عابر سبيل    | 1997  | الخيول |
| ياشاطر بجرحي | 1999  | الخيول |
| اسحاق        | 2002  | روتانا |
| برضى بنسى    | 2003  | روتانا |
| ياقلبي ابتسم | 2005  | روتانا |
| ياهي قوية    | 2007  | روتانا |

## فيديو كليبات
| الأغنية                | المخرج            | المنتج       |
| ---------------------- | ----------------- | ------------ |
| أبسألك                 | فيزا              | الخيول       |
| عين الحسود             | نواف سالم الشمري  | الخيول       |
| عودتني                 | نواف سالم الشمري  | الخيول       |
| أحبك والقمر يشهد       | خالد بن حميد      | الخيول       |
| عشمتني                 |                   | الخيول       |
| تناديني                |                   | الخيول       |
| وش تبي فينا            | وليد ناصيف        | art الموسيقى |
| تعبت                   | وليد ناصيف        | art الموسيقى |
| أحبك وأسهر أيام وليالي | وليد ناصيف        | art الموسيقى |
| هجر الحبيب             | محمد حسين المطيري | روتانا       |
| كان زمان               | جميل جميل المغازي | روتانا       |
| يا هي قوية             | جميل جميل المغازي | روتانا       |
| دمي فلسطيني            | أحمد العبدولي     | نجوم         |
| آخر أخباري             | علي الشمري        | إنتاجه الخاص |
| ذي عيونك               | علاء الأنصاري     | روتانا       |

## أهم المهرجانات التي شارك بها
- الكويت: هلا فبراير، أوربت
- قطر: مهرجان الدوحة، سوق واقف
- السعودية مهرجان جدة الغنائي، روتانا

## أغاني مقدمات مسلسلات
- (2014):أشوفكم على خير
- (2019):الجار